# アーサー・ドルリー
アーサー・ドルリー（Arthur Drewry, 1891年3月3日 - 1961年3月25日）はイギリス人で、1955年から1961年にかけて国際サッカー連盟(FIFA)の会長を務めた。
彼は1955年6月7日にリスボンで開催されたFIFAカンファレンスにおいて、死亡したジュール・リメを継いで15ヶ月だけ会長の座にあったルドルフ・ジルドライヤーの後任として、会長に推挙された。ドルリーは1955年から1961年の間フットボールリーグの理事長でもあり、またグリムズビー・タウンFCのディレクターも兼ねていた。
ドルリーに関する著名な事柄に、1950 FIFAワールドカップにおけるベロオリゾンテでのイングランド代表対アメリカ代表の試合が挙げられる。当時のイングランド代表監督はウォルター・ウィンターボトムであったが、ドルリーは自らの責任で代表メンバーの選考を行い、ランク外のチームに敗れるという不名誉な結果をもたらした。